# Modern girl
 (mai 2017).

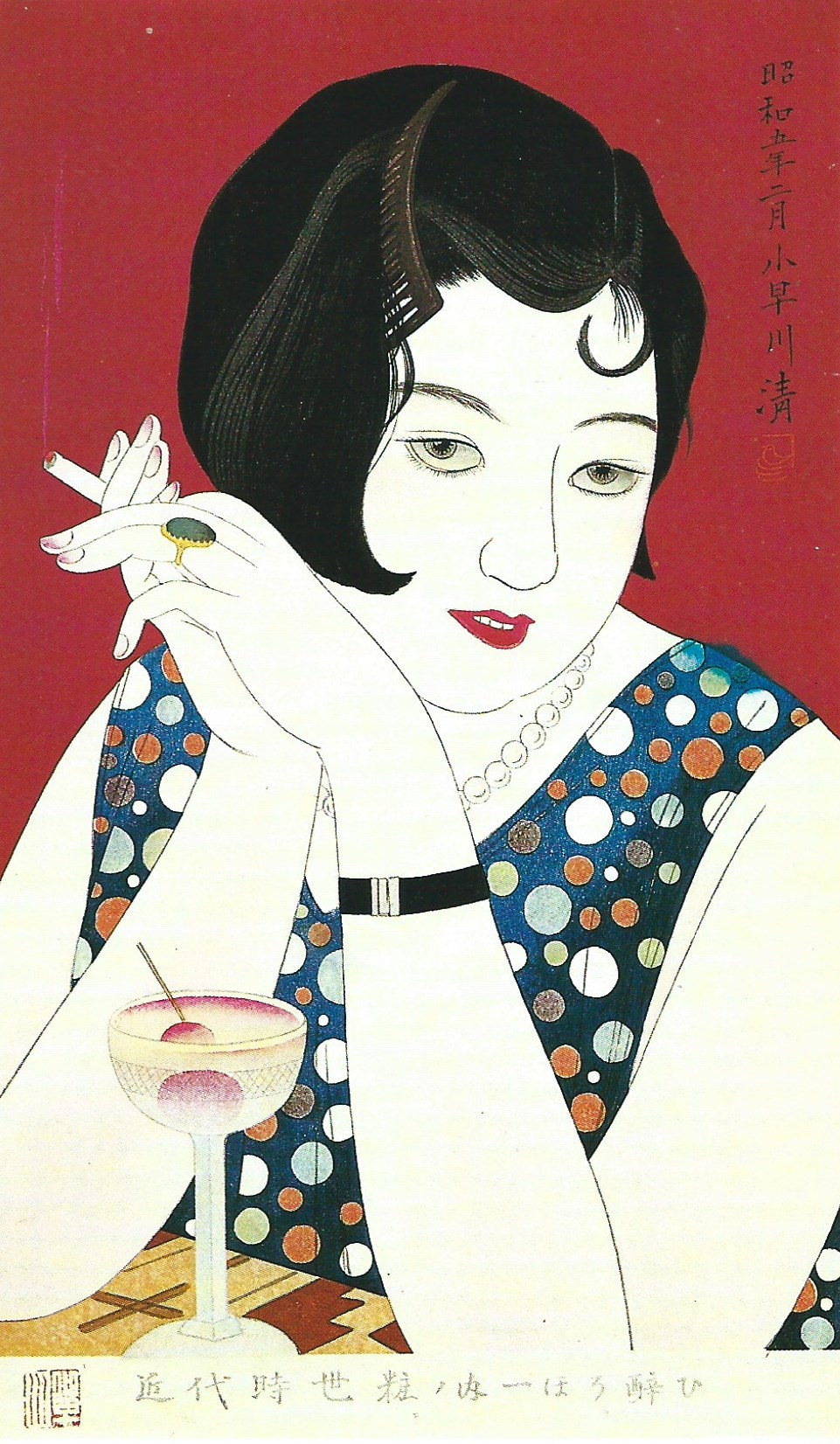
Gravure sur bois de la « Modan Gāru » (Kobayakawa Kiyoshi, 1930).

Le terme Modern girl (モダンガール, modan gāru, aussi abrégé en moga) qualifie un courant de mode du XXe siècle qui s'est manifesté pendant les années 1920 au Japon.
Au-delà d'un style propre aux années 1920, le phénomène Modern girl renvoie à l'image d'un sex-symbol et d'une nouvelle femme, émancipée, moderne et à la pointe de la mode internationale, qui s'oppose au modèle féminin traditionnel en kimono et getas.

## Origine

### Étymologie
À partir de 1853, le Japon s'ouvre aux influences de l'Occident. Le vocabulaire japonais s'enrichit alors grâce à des emprunts à l'anglais, les gairaigo (外来語). Le terme moga (モガ) est l’abréviation de modan gāru (モダンガール), transcription japonaise de l'anglais modern girl.
L’écrivain Junichiro Tanizaki (1886-1965), dont l'œuvre évoque de manière imagée l'occidentalisation du Japon moderne, introduit ce terme dans son roman publié en 1924, Un amour insensé. Il y dépeint une jeune femme libérée, Naomi, qui évolue dans la vie frivole de Tokyo et rêve de devenir « terriblement moderne ». Cette héroïne, serveuse de 15 ans, aux allures de Mary Pickford, s'affirme de plus en plus indépendante, capricieuse, indolente. La critique la présente comme « un monstre de vulgarité », mais un « monstre fascinant ».

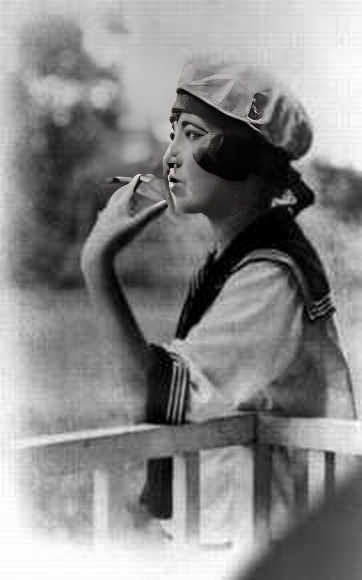
« Moga » en tenue de matelot.

### Contexte historique
Sous l'ère Taisho (1912-1926), les intérêts nationaux du Japon ont considérablement augmenté, en particulier pendant la Première Guerre mondiale, dans laquelle le Japon s'est engagé aux côtés de la Triple-Entente. En effet, le Japon n'ayant pas eu de combats sur son sol (en Asie, les combats eurent lieu principalement dans les territoires allemands de Chine), le pays a vu croître fortement ses exportations et relations avec certains pays occidentaux, tels que les États-Unis, qui voient le Japon comme un allié face au communisme russe et au nationalisme chinois. 
Par cette influence américaine, l’ère du jazz et le consumérisme font leur entrée au Japon. Ce nouveau mode de vie transparaît également à travers le cinéma et les magazines. À cette époque, les femmes représentées en tête d'affiche au cinéma sont des « garçonnes ». La variante japonaise de la garçonne est alors la Modan Gāru ou Moga. Elle est souvent accompagnée de son Modan Boy ou Mobo. Elle se distingue non seulement par une tenue aux inspirations occidentales, jugée bien plus provocante que la tenue traditionnelle japonaise, mais aussi par des idées nouvelles, influencées par le monde occidental.
Un autre changement important est celui de la condition féminine. Les femmes japonaises ont très tôt commencé à travailler dans les manufactures : dans l'industrie du textile, dans les années 1900, les femmes étaient par exemple plus nombreuses que les hommes (260 000 contre 160 000) mais étaient jusqu'alors considérées par le Code civil japonais au même niveau que des mineures. Ayant besoin d'une reconnaissance de service, de plus en plus de femmes réclamèrent une égalité des droits au travail et également dans la vie civique (voir le mouvement des suffragettes, ayant eu lieu à la même époque).
La situation intérieure ayant été soutenue par une économie en plein essor, la société de consommation et l'importation par voie maritime de plus en plus de produits à la mode ont stimulé des activités de consommation vigoureuses. Le développement industriel mécanisé et rationalisé a favorisé la promotion sociale des femmes en tant qu'ouvrières, qui ont assimilé certaines des modes et coutumes en vogue chez les pays occidentaux, notamment le Royaume-Uni et les États-Unis.
Les vêtements occidentaux traditionnels, jusqu'à présent coûteux et limités à des vêtements formels pour les classes supérieures, ont commencé à se répandre chez les jeunes, ainsi que chez les femmes disposant d'un travail et donc d'un plus grand pouvoir d'achat.
Au cours de cette période, suivant la tendance de la « démocratie Taisho », le suffrage universel (limité aux hommes) a été mis en œuvre. Dans le domaine de l’éducation, le Mouvement pour l’éducation libre Taisho a vu le jour. De plus, l’enseignement supérieur, qui n’était auparavant accessible que pour certains lycéens plus aisés, s’est progressivement étendu aux gens ordinaires. Cet enseignement supérieur prône d'avantage la liberté individuelle et la poursuite d'une carrière, l'apport de la culture occidentale l'ayant dépeint, depuis l'époque Meiji, comme une culture entreprenante.
Sous l'influence de cette éducation nouvelle, les jeunes femmes et les jeunes hommes se tournent davantage vers le modernisme que vers les cadres traditionnels japonais jugés trop archaïques par eux.

## Caractéristiques

### Attitude
La moga est une femme exubérante qui aime la vie. Son comportement ne concorde pas du tout avec l'image, les valeurs et les normes associées à la femme japonaise traditionnelle. Au lieu de se comporter comme une ménagère exemplaire selon la vision de la société de l'époque, la Modan Gāru, dérivé phonétique de Modern Girl, s'adonne à des activités dites masculines (comme le tennis, la conduite automobile) et multiplie les flirts. Elle fume, boit, et n'a pas la langue dans sa poche. Elle est à l'image de la féminité occidentale des années 1920.

### Tenue vestimentaire

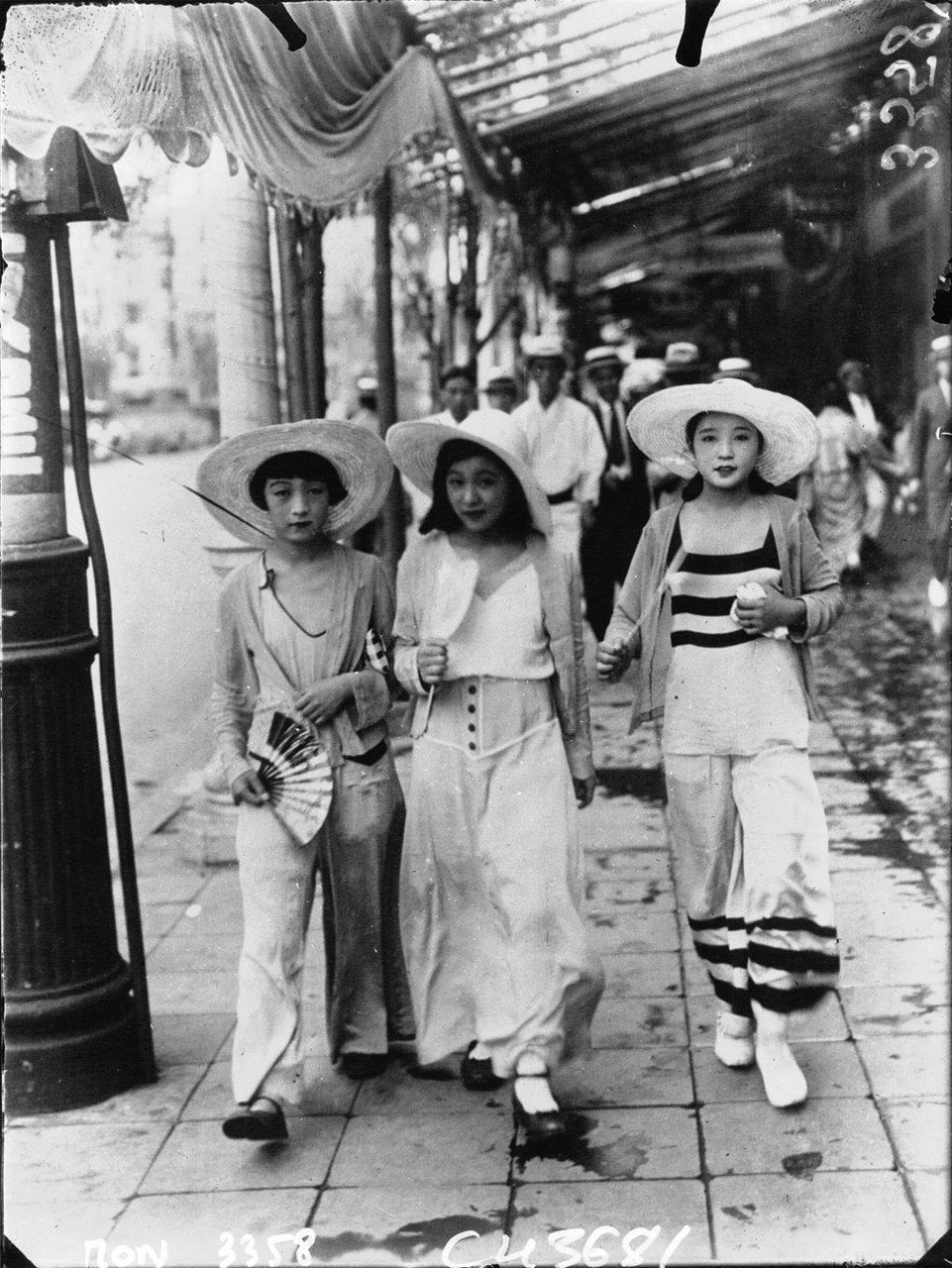
Moga avec leurs tenues occidentales.

Le kimono traditionnel est remplacé par des robes et des jupes moulantes, qui accentuent les formes du corps féminin. Cette tenue vestimentaire est considérée comme vulgaire. La longueur des robes et jupes s'arrête juste au-dessus ou en dessous des genoux. Elles peuvent être longue jusqu’à la cheville mais elles ne sont alors que rarement moulantes. Cette dernière longueur apporte beaucoup d'aisance lorsque les jeunes femmes vont danser.
En dessous, elles portent des bas couleur chair. Le corset rigide et dur, fort apprécié dans l’ère victorienne, est remplacé par un corset flexible, lequel aplatit la poitrine et crée ainsi l’illusion d’une silhouette garçonne.
Cette nouvelle ligne respire le confort et la liberté, ce que les femmes actives adorent.
Le chapeau en forme de cloche est l’accessoire typique de cette époque qui se porte avec un long manteau de fourrure.
À la plage, les « mogas » portent des maillots de bain, vêtement considéré comme choquant dans les années 1920.

### Maquillage et coiffure
Une « Modan Gāru » est reconnaissable à sa chevelure courte. La coupe au carré, avec sa raie sur le côté et ses boucles en forme de vagues, est la coiffure la plus à la mode.
Pour les occasions plus festives, on coiffe la chevelure avec un bandeau autour de la tête garni de plumes ou de pierres précieuses. Le visage est recouvert d’un fond de teint très clair qui contraste avec les lèvres très rouges. Les sourcils sont finement épilés puis redessinés en ligne descendante vers les tempes. Un tout nouveau produit agrandit le regard et allonge les cils : le mascara.
Les « mogas » les plus audacieuses utilisent un crayon khôl pour intensifier le regard et le rendre plus mystérieux.

## Philosophie

### Féminisme
Les « moga » sont souvent associées au féminisme, mais il est en réalité incorrect de prétendre qu’elles sont membres de mouvements féministes. Au contraire, les mouvements féministes venus de l’Amérique et les « moga », plus libertines, ne s’entendent pas bien.
Les féministes militent en faveur du droit de vote des femmes ainsi que pour obtenir les mêmes droits juridiques que les hommes. Elles considèrent les « Modan Gāru » comme des femmes frivoles, sans dignité, aimant être vues comme des objets sexuels.
Pourtant, les « moga » sont sur le plan féministe assez révolutionnaires, surtout parce qu’elles ne se comportent pas comme des épouses obéissantes ou des mères, chose traditionnellement mise en valeur dans la société japonaise, mais comme des femmes fortes et indépendantes.
L'écrivaine Chiyo Uno exerce une influence significative sur la mode, le cinéma et la littérature japonaise de cette époque. Elle mène une vie de bohème et a de nombreuses liaisons avec des écrivains, des poètes et des peintres. Son mode de vie est très représentatif de la jeune fille moderne, avide de liberté et de plaisirs.

### Réaction de la société
La « Modan Gāru » suscite beaucoup de controverses dans l'opinion publique japonaise.
Avec sa garde-robe occidentale et provocatrice, ainsi que par son caractère rebelle, elle est mal vue par les traditionalistes, dominants dans les classes populaires. Ces derniers la perçoivent comme une élitiste riche et capricieuse.
La majorité d’entre eux, femmes incluses, pense que les influences occidentales détruisent la culture traditionnelle japonaise et que la femme devait être soumise et obéissante vis-à-vis de son époux et de son entourage, et se consacrer avant tout à la maternité. La « Modan Gāru » libertine ne pouvait donc pas être considérée comme « femme japonaise » par une partie du peuple japonais.
Mais dans les classes moyennes ayant reçu une éducation de type européen, la Moga est considérée comme rafraîchissante et incarne la modernité et l’égalité avec l’Occident. Finalement, c’est un nouveau type de femme qui apparait, capable de jouer au tennis mais également de s'occuper de la cérémonie du thé. Cette femme devient alors l’image de la femme japonaise idéale pour ces classes moyennes. En revanche, les conservateurs et les habitants des campagnes y voient de la frivolité et regrettent l'adoption trop rapide des travestissements du style occidental.
Les effets de la Grande Dépression et de la guerre en Chine dans les années 1930 marquèrent un coup d'arrêt à ces changements (chômages chez les femmes auparavant ouvrières, retour des nationalistes au pouvoir).

### Zone d’influence
La mode de la « moga » est surtout importante dans les grandes villes, auprès des femmes urbaines, ayant reçu une éducation scolaire, issues de milieux favorisés.

## Fin de la période «moga»
Si le féminisme persiste dans les consciences de certaines femmes japonaises, la mode et la culture « moga » disparaissent dans les années 1930 pour des raisons économiques liées à la Grande Dépression, et politiques après l’incident du 26 février 1936 (tentative de coup d'État fomenté par les ultra-nationalistes). Le gouvernement japonais impose alors à la société le modèle traditionnel de la femme au foyer, discrète et soumise.